# Mozarteum
Mozarteum je glasbena ustanova v Salzburgu. Imenovana je po najslavnejšem salzburškem meščanu, Wolfgangu Amadeusu Mozartu. Pod nazivom Dommusikverein und Mozarteum (Glasbeno združenje stolne cerkve in Mozarteum) je bila ustanovljena leta 1841 kot glasbena šola in ustanova za zbiranje starih Mozartovih dokumentov. Danes v okviru Mozarteuma delujejo tri samostojne enote: Univerza Mozarteum (Universität Mozarteum), Mednarodna fundacija Mozarteum (Internationale Stiftung Mozarteum) in Orkester Mozarteum (uradno leto ustanovitve orkestra je 1908). 
V letih 1910–14 je bila v Salzburgu zgrajena manjša koncertna dvorana, imenovana Mozarteum. Njen avtor je münchenski arhitekt Richard Berndl (1875–1955), v njej so zgodovinske orgle, ki jih je zgradilo avstrijsko podjetje Rieger. Dvorano oskrbuje ustanova Mozarteum. V njej se odvija vsakoletna prireditev Festival Mozartovega tedna, ob kateri se vrstijo različne izvedbe skladateljevih del. Koncerti so okrog 27. januarja in sovpadajo z Mozartovim rojstnim dnem in predstavljajo pomemben dogodek na vsakoletnem evropskem koncertnem koledarju. Poleg njih fundacija organizira do 22 ostalih prireditev letno.